# Leonard Korir
Pour les articles homonymes, voir Korir.
Leonard Essau Korir (né le 10 décembre 1986 à Iten au Kenya) est un athlète américain, spécialiste du fond (du 5 000 m au marathon).
Il obtient la nationalité américaine en 2016.
Il termine 7e du Marathon de Paris 2023 en 2 h 09 min 31 s